# Emiliano Boffelli
Emiliano Boffelli (Rosario, 16 gennaio 1995) è un rugbista a 15 argentino in grado di ricoprire vari ruoli nei tre quarti, principalmente quelli di tre quarti ala e di estremo.

## Biografia
Boffelli iniziò a giocare a rugby a soli tre anni; insieme ai suoi tre fratelli maggiori fu cresciuto nel Duendes, club di Rosario con cui esordì in prima squadra nel gennaio 2013. Nella sua esperienza con questa compagine può vantare la partecipazione alle edizioni 2014 e 2015 del Nacional de Clubes. Ancor prima di ciò, a soli 18 anni, fu convocato nei Los Ñandúes, selezione rappresentate l'Unión de Rugby de Rosario, per il campionato nazionale argentino 2013 del quale disputò la finale perdendola. Dopo essere stato inserito tra i giocatori partecipanti al piano federale di alto rendimento, fu chiamato nei Pampas XV per giocare la Pacific Rugby Cup del 2015, torneo nel quale raggiunse la vittoria finale. Nel luglio 2015 firmò un contratto con l'UAR che prevedeva la sua futura inclusione nei Jaguares, nascente franchigia argentina del Super Rugby. La sua prima stagione nel campionato australe cominciò vedendolo spesso incluso nel quindici titolare, ma una rottura del legamento crociato del ginocchio sinistro mise prematuramente fine alla sua presenza nella competizione. L'anno successivo non fu particolarmente positivo, ma il Super Rugby 2018 rappresentò la sua consacrazione con la selezione argentina della quale fu il miglior marcatore di mete, insieme a Bautista Delguy, segnando 10 marcature.
A livello internazionale Bofelli prese parte a tre edizioni consecutive del Campionato World Rugby under-20. Al termine della sua ultima partecipazione nel 2015, disputò i Giochi panamericani con la Nazionale di rugby a 7 dell'Argentina raggiungendo il secondo posto finale. Dopo varie presenze con le nazionali cadette, debuttò con l'Argentina durante le amichevoli estive del 2017, segnando una meta in ogni partita giocata; successivamente scese in campo in tutte le sfide del The Rugby Championship 2017 e del tour autunnale dei Pumas in Europa. A conclusione della sua prima stagione internazionale vinse il Premio Olimpia d'argento nel rugby e fu nominato tra i tre finalisti del premio come migliore rivelazione dell'anno conferito da World Rugby. Nel 2018 fu convocato per il The Rugby Championship 2018, torneo nel quale giocò tutti gli incontri marcando tre mete, e disputò tutte le amichevoli della sessione di giugno e di quella di novembre.

## Palmarès
- Pacific Rugby Cup : 1
Pampas XV: 2015